# Tour de France 1954
Le Tour de France 1954 est la 41e édition du Tour de France, course cycliste qui s'est déroulée du 8 juillet au 1er août 1954.
La course est constituée de 23 étapes pour 4 656 km, traverse trois pays, s'élance d'Amsterdam (Pays-Bas) et arrive à Paris. C'est le premier départ du Tour donné à l’étranger.
La compétition est remportée par le français Louison Bobet.

## Généralités
Onze formations de dix coureurs se présentent au départ d'Amsterdam. Aucune n'arrive au complet à Paris.
À la suite de la prestation décevante des coureurs italiens dans le Tour d'Italie 1954, aucune formation italienne n'est constituée pour cette édition du Tour de France. Selon d'autres sources, les Italiens auraient été interdits par les organisateurs car leur fédération avait imprimé une publicité extra-sportive sur ses maillots.
Le Français Jean Robic, vainqueur de l'épreuve en 1947 et le Suisse Hugo Koblet, vainqueur de l'épreuve en 1951, abandonnent ce Tour sur chute.
La vitesse moyenne de la course est de 33,229 km/h.

## Parcours
Le départ est donné d'Amsterdam (Pays-Bas) au Stade Olympique. C'est la première fois que le Tour s'élance depuis l'extérieur des frontières françaises. L'énorme raz-de-marée survenu un an plus tôt qui fit 1836 morts aux Pays-Bas, a selon certains influé sur le choix de Jacques Goddet de délocaliser le départ par solidarité avec les sinistrés.
En France, Grand-Couronne et Orival, lors de l'étape au circuit de Rouen-les-Essarts (Seine-Inférieure), Millau (Aveyron), Le Puy-en-Velay (Haute-Loire), et Épinal (Vosges) sont villes-étapes pour la première fois.
À l'étranger, les villes belges de Brasschaat et Beveren accueillent pour la première fois respectivement une arrivée et un départ.
Le vélodrome du parc des Princes dans le 16e arrondissement de Paris accueille l'arrivée du Tour comme chaque année de 1905 à 1967.
Ce Tour comporte une journée de repos pour les coureurs le dimanche 25 juillet à Lyon (Rhône).

## Étapes
| Étape,        | Date            | Villes étapes                      |                              | Distance (km)         | Vainqueur d’étape     | Leader du classement général |
| ------------- | --------------- | ---------------------------------- | ---------------------------- | --------------------- | --------------------- | ---------------------------- |
| 1re étape     | jeu. 8 juillet  | Amsterdam (NED) – Brasschaat (BEL) | Étape de plaine              | 216                   | Wout Wagtmans         | Wout Wagtmans                |
| 2e étape      | ven. 9 juillet  | Beveren (BEL) – Lille              | Étape de plaine              | 227                   | Louison Bobet         | Wout Wagtmans                |
| 3e étape      | sam. 10 juillet | Lille – Rouen                      | Étape de plaine              | 219                   | Marcel Dussault       | Wout Wagtmans                |
| 4e étape (a)  | dim. 11 juillet | Circuit des Essarts                | Contre-la-montre par équipes | 10,4                  | Suisse                | Louison Bobet                |
| 4e étape (b)  | dim. 11 juillet | Rouen – Caen                       | Étape de plaine              | 131                   | Wim van Est           | Louison Bobet                |
| 5e étape      | lun. 12 juillet | Caen – Saint-Brieuc                | Étape de plaine              | 224                   | Ferdi Kübler          | Louison Bobet                |
| 6e étape      | mar. 13 juillet | Saint-Brieuc – Brest               | Étape de plaine              | 179                   | Dominique Forlini     | Louison Bobet                |
| 7e étape      | mer. 14 juillet | Brest – Vannes                     | Étape de plaine              | 211                   | Jacques Vivier        | Louison Bobet                |
| 8e étape      | jeu. 15 juillet | Vannes – Angers                    | Étape de plaine              | 190                   | Alfred De Bruyne      | Wout Wagtmans                |
| 9e étape      | ven. 16 juillet | Angers – Bordeaux                  | Étape de plaine              | 343                   | Henk Faanhof          | Wout Wagtmans                |
|               | sam. 17 juillet | Bordeaux                           | Jour de repos                | Journée de repos no 1 | Journée de repos no 1 | Journée de repos no 1        |
| 10e étape     | dim. 18 juillet | Bordeaux – Bayonne                 | Étape de plaine              | 202                   | Gilbert Bauvin        | Wout Wagtmans                |
| 11e étape     | lun. 19 juillet | Bayonne – Pau                      | Étape de montagne            | 241                   | Stan Ockers           | Wout Wagtmans                |
| 12e étape     | mar. 20 juillet | Pau – Luchon                       | Étape de montagne            | 161                   | Gilbert Bauvin        | Gilbert Bauvin               |
| 13e étape     | mer. 21 juillet | Luchon – Toulouse                  | Étape de plaine              | 203                   | Alfred De Bruyne      | Gilbert Bauvin               |
| 14e étape     | jeu. 22 juillet | Toulouse – Millau                  | Étape de montagne            | 225                   | Ferdi Kübler          | Louison Bobet                |
| 15e étape     | ven. 23 juillet | Millau – Le Puy-en-Velay           | Étape de montagne            | 197                   | Dominique Forlini     | Louison Bobet                |
| 16e étape     | sam. 24 juillet | Le Puy-en-Velay – Lyon             | Étape de montagne            | 194                   | Jean Forestier        | Louison Bobet                |
|               | dim. 25 juillet | Lyon                               | Jour de repos                | Journée de repos no 2 | Journée de repos no 2 | Journée de repos no 2        |
| 17e étape     | lun. 26 juillet | Lyon – Grenoble                    | Étape de montagne            | 192                   | Lucien Lazaridès      | Louison Bobet                |
| 18e étape     | mar. 27 juillet | Grenoble – Briançon                | Étape de montagne            | 216                   | Louison Bobet         | Louison Bobet                |
| 19e étape     | mer. 28 juillet | Briançon – Aix-les-Bains           | Étape de montagne            | 221                   | Jean Dotto            | Louison Bobet                |
| 20e étape     | jeu. 29 juillet | Aix-les-Bains – Besançon           | Étape de montagne            | 243                   | Lucien Teisseire      | Louison Bobet                |
| 21e étape (a) | ven. 30 juillet | Besançon – Épinal                  | Étape de plaine              | 134                   | François Mahé         | Louison Bobet                |
| 21e étape (b) | ven. 30 juillet | Épinal – Nancy                     | Contre-la-montre individuel  | 72                    | Louison Bobet         | Louison Bobet                |
| 22e étape     | sam. 31 juillet | Nancy – Troyes                     | Étape de plaine              | 216                   | Alfred De Bruyne      | Louison Bobet                |
| 23e étape     | dim. 1er août   | Troyes – Paris - Parc des Princes  | Étape de plaine              | 188                   | Robert Varnajo        | Louison Bobet                |

## Classements

### Classement général final
| Classement général | Classement général    | Classement général | Classement général | Classement général |
|                    | Coureur               | Pays               | Équipe             | Temps              |
| ------------------ | --------------------- | ------------------ | ------------------ | ------------------ |
| 1er                | Louison Bobet         | France             | France             | en 140 h 6 min 5 s |
| 2e                 | Ferdi Kübler          | Suisse             | Suisse             | + 15 min 49 s      |
| 3e                 | Fritz Schär           | Suisse             | Suisse             | + 21 min 46 s      |
| 4e                 | Jean Dotto            | France             | Sud-Est            | + 28 min 21 s      |
| 5e                 | Jean Malléjac         | France             | Ouest              | + 31 min 38 s      |
| 6e                 | Stan Ockers           | Belgique           | Belgique           | + 36 min 2 s       |
| 7e                 | Louis Bergaud         | France             | Sud-Ouest          | + 37 min 55 s      |
| 8e                 | Vincent Vitetta       | France             | Sud-Est            | + 41 min 14 s      |
| 9e                 | Jean Brankart         | Belgique           | Belgique           | + 42 min 8 s       |
| 10e                | Gilbert Bauvin        | France             | Nord-Est - Centre  | + 42 min 21 s      |
| 11e                | Nello Lauredi         | France             | France             | + 42 min 42 s      |
| 12e                | Carlo Clerici         | Suisse             | Suisse             | + 56 min 36 s      |
| 13e                | Apo Lazaridès         | France             | Sud-Est            | + 1 h 4 min 3 s    |
| 14e                | Jan Nolten            | Pays-Bas           | Pays-Bas           | + 1 h 4 min 15 s   |
| 15e                | François Mahé         | France             | Ouest              | + 1 h 9 min 3 s    |
| 16e                | Wim van Est           | Pays-Bas           | Pays-Bas           | + 1 h 9 min 13 s   |
| 17e                | Gerrit Voorting       | Pays-Bas           | Pays-Bas           | + 1 h 10 min 20 s  |
| 18e                | Bernardo Ruiz         | Espagne            | Espagne            | + 1 h 11 min 28 s  |
| 19e                | Antonin Rolland       | France             | France             | + 1 h 12 min 20 s  |
| 20e                | Hein van Breenen      | Pays-Bas           | Pays-Bas           | + 1 h 19 min 10 s  |
| 21e                | Marcel De Mulder      | Belgique           | Belgique           | + 1 h 21 min 8 s   |
| 22e                | Richard Van Genechten | Belgique           | Belgique           | + 1 h 24 min 58 s  |
| 23e                | Lucien Teisseire      | France             | France             | + 1 h 28 min 52 s  |
| 24e                | Lucien Lazaridès      | France             | Sud-Est            | + 1 h 31 min 53 s  |
| 25e                | Federico Bahamontès   | Espagne            | Espagne            | + 1 h 37 min 42 s  |
| modifier           |                       |                    |                    |                    |

### Classements annexes finals
| Classement par points, | Classement par points, | Classement par points, | Classement par points, | Classement par points, |
| ---------------------- | ---------------------- | ---------------------- | ---------------------- | ---------------------- |
|                        | Coureur                | Pays                   | Équipe                 | Point(s)               |
| 1er                    | Ferdi Kübler           | Suisse                 | Suisse                 | 215.5 points           |
| 2e                     | Stan Ockers            | Belgique               | Belgique               | 284.5 pts              |
| 3e                     | Fritz Schär            | Suisse                 | Suisse                 | 286.5 pts              |
| 4e                     | Wim van Est            | Pays-Bas               | Pays-Bas               | 502.5 pts              |
| 5e                     | Louison Bobet          | France                 | France                 | 513 pts                |
| 6e                     | Gilbert Bauvin         | France                 | Nord-Est - Centre      | 615 pts                |
| 7e                     | Dominique Forlini      | France                 | Île-de-France          | 618 pts                |
| 8e                     | Vincent Vitetta        | France                 | Sud-Est                | 653 pts                |
| 9e                     | Richard Van Genechten  | Belgique               | Belgique               | 660 pts                |
| 10e                    | Jean Malléjac          | France                 | Ouest                  | 675 pts                |
| modifier               |                        |                        |                        |                        |

| Classement du Prix du meilleur grimpeur, | Classement du Prix du meilleur grimpeur, | Classement du Prix du meilleur grimpeur, | Classement du Prix du meilleur grimpeur, | Classement du Prix du meilleur grimpeur, |
| ---------------------------------------- | ---------------------------------------- | ---------------------------------------- | ---------------------------------------- | ---------------------------------------- |
|                                          | Coureur                                  | Pays                                     | Équipe                                   | Point(s)                                 |
| 1er                                      | Federico Bahamontes                      | Espagne                                  | Espagne                                  | 95 points                                |
| 2e                                       | Louison Bobet                            | France                                   | France                                   | 53 pts                                   |
| 3e                                       | Richard Van Genechten                    | Belgique                                 | Belgique                                 | 45 pts                                   |
| 4e                                       | Jean Le Guilly                           | France                                   | Île-de-France                            | 38 pts                                   |
| 5e                                       | Jean Dotto                               | France                                   | Sud-Est                                  | 33 pts                                   |
| 6e                                       | Ferdi Kübler                             | Suisse                                   | Suisse                                   | 31 pts                                   |
| 7e                                       | Jean Malléjac                            | France                                   | Ouest                                    | 23 pts                                   |
| 8e                                       | Stan Ockers                              | Belgique                                 | Belgique                                 | 20 pts                                   |
| 9e                                       | Robert Varnajo                           | France                                   | Ouest                                    | 20 pts                                   |
| 10e                                      | Bernardo Ruiz                            | Espagne                                  | Espagne                                  | 16 pts                                   |
| modifier                                 |                                          |                                          |                                          |                                          |

| Classement par équipes | Classement par équipes | Classement par équipes | Classement par équipes |
|                        | Équipe                 | Pays                   | Temps                  |
| ---------------------- | ---------------------- | ---------------------- | ---------------------- |
| 1re                    | Suisse                 | Suisse                 | en 420 h 29 min 57 s   |
| 2e                     | France                 | France                 | + 18 min 27 s          |
| 3e                     | Belgique               | Belgique               | + 32 min 19 s          |
| 4e                     | Pays-Bas               | Pays-Bas               | + 1 h 9 min 0 s        |
| 5e                     | Sud-Est                | France                 | + 1 h 13 min 37 s      |
| 6e                     | Espagne                | Espagne                | + 2 h 26 min 8 s       |
| 7e                     | Ouest                  | France                 | + 2 h 42 min 58 s      |
| 8e                     | Nord-Est - Centre      | France                 | + 3 h 50 min 16 s      |
| 9e                     | Sud-Ouest              | France                 | + 4 h 8 min 31 s       |
| 10e                    | Île-de-France          | France                 | + 4 h 27 min 52 s      |
| modifier               |                        |                        |                        |

| Classement de la combativité | Classement de la combativité                                                | Classement de la combativité | Classement de la combativité                     | Classement de la combativité |
| ---------------------------- | --------------------------------------------------------------------------- | ---------------------------- | ------------------------------------------------ | ---------------------------- |
|                              | Coureur                                                                     | Pays                         | Équipe                                           | Point(s)                     |
| 1er                          | Lucien Lazaridès François Mahé                                              | France                       | Sud-Est Ouest                                    | 20 points                    |
| 3e                           | Louison Bobet Fred De Bruyne                                                | France Belgique              | France Belgique                                  | 18 pts                       |
| 5e                           | Robert Varnajo                                                              | France                       | Ouest                                            | 11 pts                       |
| 6e                           | René Privat Jean Dotto Jean Le Guilly Richard Van Genechten Vincent Vitetta | France Belgique France       | Sud-Ouest Sud-Est Île-de-France Belgique Sud-Est | 10 pts                       |
| modifier                     |                                                                             |                              |                                                  |                              |

### Évolution des classements
| Étape              | Vainqueur          | Classement général | Classement par points | Classement de la montagne | Classement par équipes | Classement de la combativité      | Classement de la combativité      |
| Étape              | Vainqueur          | Classement général | Classement par points | Classement de la montagne | Classement par équipes | Étape                             | Leader                            |
| ------------------ | ------------------ | ------------------ | --------------------- | ------------------------- | ---------------------- | --------------------------------- | --------------------------------- |
| 1                  | Wout Wagtmans      | Wout Wagtmans      | Wout Wagtmans         | Non décerné               | Pays-Bas               | Hugo Koblet                       | Hugo Koblet                       |
| 2                  | Louison Bobet      | Wout Wagtmans      | Gilbert Bauvin        | Non décerné               | France                 | Lucien Lazaridès                  | Lucien Lazaridès                  |
| 3                  | Marcel Dussault    | Wout Wagtmans      | Gilbert Bauvin        | Non décerné               | France                 | Richard Van Genechten             | Lucien Lazaridès                  |
| 4a                 | Suisse             | Louison Bobet      | Gilbert Bauvin        | Non décerné               | France                 | Charly Gaul                       | Lucien Lazaridès                  |
| 4b                 | Wim van Est        | Louison Bobet      | Gilbert Bauvin        | Non décerné               | France                 | Charly Gaul                       | Lucien Lazaridès                  |
| 5                  | Ferdinand Kübler   | Louison Bobet      | Gilbert Bauvin        | Non décerné               | France                 | Vincent Vitetta                   | Lucien Lazaridès                  |
| 6                  | Dominique Forlini  | Louison Bobet      | Ferdinand Kübler      | Non décerné               | Suisse                 | René De Smet                      | Lucien Lazaridès                  |
| 7                  | Jacques Vivier     | Louison Bobet      | Ferdinand Kübler      | Non décerné               | Suisse                 | Émile Guérinel                    | Lucien Lazaridès                  |
| 8                  | Fred De Bruyne     | Wout Wagtmans      | Ferdinand Kübler      | Non décerné               | Suisse                 | Jean Le Guilly                    | Lucien Lazaridès                  |
| 9                  | Henk Faanhof       | Wout Wagtmans      | Ferdinand Kübler      | Non décerné               | Suisse                 | François Mahé                     | Lucien Lazaridès                  |
| 10                 | Gilbert Bauvin     | Wout Wagtmans      | Ferdinand Kübler      | Non décerné               | Suisse                 | Jean Stablinski                   | Jean Stablinski                   |
| 11                 | Stan Ockers        | Wout Wagtmans      | Ferdinand Kübler      | Federico Bahamontes       | Suisse                 | Valentin Huot                     | Jean Stablinski                   |
| 12                 | Gilbert Bauvin     | Gilbert Bauvin     | Ferdinand Kübler      | Federico Bahamontes       | Suisse                 | Federico Bahamontes               | François Mahé                     |
| 13                 | Fred De Bruyne     | Gilbert Bauvin     | Ferdinand Kübler      | Federico Bahamontes       | Suisse                 | René Privat                       | François Mahé                     |
| 14                 | Ferdinand Kübler   | Louison Bobet      | Ferdinand Kübler      | Federico Bahamontes       | Suisse                 | Lucien Lazaridès                  | Lucien Lazaridès                  |
| 15                 | Dominique Forlini  | Louison Bobet      | Ferdinand Kübler      | Federico Bahamontes       | Suisse                 | Gerrit Voorting                   | Lucien Lazaridès                  |
| 16                 | Jean Forestier     | Louison Bobet      | Ferdinand Kübler      | Federico Bahamontes       | Suisse                 | Robert Varnajo                    | Lucien Lazaridès                  |
| 17                 | Lucien Lazaridès   | Louison Bobet      | Ferdinand Kübler      | Federico Bahamontes       | Suisse                 | Jean Le Guilly                    | Lucien Lazaridès                  |
| 18                 | Louison Bobet      | Louison Bobet      | Ferdinand Kübler      | Federico Bahamontes       | Suisse                 | Louison Bobet                     | Lucien Lazaridès                  |
| 19                 | Jean Dotto         | Louison Bobet      | Ferdinand Kübler      | Federico Bahamontes       | Suisse                 | Jean Dotto                        | Lucien Lazaridès                  |
| 20                 | Lucien Teisseire   | Louison Bobet      | Ferdinand Kübler      | Federico Bahamontes       | Suisse                 | François Mahé                     | Lucien Lazaridès                  |
| 21a                | François Mahé      | Louison Bobet      | Ferdinand Kübler      | Federico Bahamontes       | Suisse                 | Louison Bobet                     | Lucien Lazaridès                  |
| 21b                | Louison Bobet      | Louison Bobet      | Ferdinand Kübler      | Federico Bahamontes       | Suisse                 | Louison Bobet                     | Lucien Lazaridès                  |
| 22                 | Fred De Bruyne     | Louison Bobet      | Ferdinand Kübler      | Federico Bahamontes       | Suisse                 | Fred De Bruyne                    | Lucien Lazaridès                  |
| 23                 | Robert Varnajo     | Louison Bobet      | Ferdinand Kübler      | Federico Bahamontes       | Suisse                 | Fred De Bruyne                    | Lucien Lazaridès                  |
| Classements finals | Classements finals | Louison Bobet      | Ferdinand Kübler      | Federico Bahamontes       | Suisse                 | Lucien Lazaridès et François Mahé | Lucien Lazaridès et François Mahé |

## Liste des coureurs
La liste ci-dessous présente les coureurs inscrits par numéro de dossard.
| Légende | Légende                                                                    | Légende | Légende                                                    |
| ------- | -------------------------------------------------------------------------- | ------- | ---------------------------------------------------------- |
| Num     | Dossard de départ porté par le coureur sur ce Tour                         | Pos     | Position à l'arrivée de la course                          |
|         | Indique un maillot de champion national ou mondial, suivi de sa spécialité | NP      | Indique un coureur qui n'a pas pris le départ de la course |
| AB      | Indique un coureur qui n'a pas terminé la course                           | HD      | Indique un coureur qui a terminé la course hors des délais |

| France                           | France                  | France |
| -------------------------------- | ----------------------- | ------ |
| Num                              | Coureur                 | Pos    |
| 1                                | Louison Bobet (FRA)     | 1er    |
| 2                                | André Darrigade (FRA)   | 49e    |
| 3                                | Adolphe Deledda (FRA)   | 26e    |
| 4                                | Jean Forestier (FRA)    | 27e    |
| 5                                | Raphaël Géminiani (FRA) | NP-18  |
| 6                                | Nello Lauredi (FRA)     | 11e    |
| 7                                | Pierre Molinéris (FRA)  | 59e    |
| 8                                | Raoul Rémy (FRA)        | 38e    |
| 9                                | Antonin Rolland (FRA)   | 19e    |
| 10                               | Lucien Teisseire (FRA)  | 23e    |
| Directeur sportif : Marcel Bidot |                         |        |

| Pays-Bas                            | Pays-Bas               | Pays-Bas |
| ----------------------------------- | ---------------------- | -------- |
| Num                                 | Coureur                | Pos      |
| 11                                  | Henk Faanhof (NED)     | 47e      |
| 12                                  | Jules Maenen (NED)     | HD-10    |
| 13                                  | Jan Nolten (NED)       | 14e      |
| 14                                  | Thijs Roks (NED)       | AB-4b    |
| 15                                  | Adri Suykerbuyk (NED)  | AB-22    |
| 16                                  | Hein Van Breenen (NED) | 20e      |
| 17                                  | Nico van Est (NED)     | HD-10    |
| 18                                  | Wim van Est (NED)      | 16e      |
| 19                                  | Gerrit Voorting (NED)  | 17e      |
| 20                                  | Wout Wagtmans (NED)    | AB-20    |
| Directeur sportif : Kees Pellenaars |                        |          |

| Belgique                         | Belgique                       | Belgique |
| -------------------------------- | ------------------------------ | -------- |
| Num                              | Coureur                        | Pos      |
| 21                               | Jean Brankart (BEL)            | 9e       |
| 22                               | Alex Close (BEL)               | 29e      |
| 23                               | Alfred De Bruyne (BEL)         | 36e      |
| 24                               | Marcel De Mulder (BEL)         | 21e      |
| 25                               | Germain Derijcke (BEL)         | HD-16    |
| 26                               | René De Smet (BEL)             | 34e      |
| 27                               | Marcel Hendricks (BEL)         | 64e      |
| 28                               | Stan Ockers (BEL)              | 6e       |
| 29                               | Alfons Vandenbrande (ca) (BEL) | AB-8     |
| 30                               | Richard Van Genechten (BEL)    | 22e      |
| Directeur sportif : Sylvère Maes |                                |          |

| Espagne                               | Espagne                   | Espagne |
| ------------------------------------- | ------------------------- | ------- |
| Num                                   | Coureur                   | Pos     |
| 41                                    | Francisco Alomar (ESP)    | 31e     |
| 42                                    | Federico Bahamontes (ESP) | 25e     |
| 43                                    | Salvador Botella (ESP)    | 54e     |
| 44                                    | Dalmacio Langarica (ESP)  | AB-7    |
| 45                                    | Francisco Masip (ESP)     | 55e     |
| 46                                    | José Pérez Llácer (ESP)   | 44e     |
| 47                                    | Emilio Rodríguez (ESP)    | 43e     |
| 48                                    | Manuel Rodríguez (ESP)    | 45e     |
| 49                                    | Bernardo Ruiz (ESP)       | 18e     |
| 50                                    | Andrés Trobat (ESP)       | 37e     |
| Directeur sportif : Julian Berrendero |                           |         |

| Suisse                          | Suisse                   | Suisse |
| ------------------------------- | ------------------------ | ------ |
| Num                             | Coureur                  | Pos    |
| 51                              | Carlo Clerici (SUI)      | 12e    |
| 52                              | Emilio Croci-Torti (SUI) | 56e    |
| 53                              | Rolf Graf (SUI)          | AB-20  |
| 54                              | Hans Hollenstein (SUI)   | AB-6   |
| 55                              | Marcel Huber (SUI)       | AB-13  |
| 56                              | Hugo Koblet (SUI)        | AB-13  |
| 57                              | Ferdi Kübler (SUI)       | 2e     |
| 58                              | Martin Metzger (SUI)     | AB-13  |
| 59                              | Remo Pianezzi (SUI)      | 50e    |
| 60                              | Fritz Schaer (SUI)       | 3e     |
| Directeur sportif : Alex Burtin |                          |        |

| Luxembourg / Autriche              | Luxembourg / Autriche    | Luxembourg / Autriche |
| ---------------------------------- | ------------------------ | --------------------- |
| Num                                | Coureur                  | Pos                   |
| 61                                 | Marcel Dierkens (LUX)    | 69e                   |
| 62                                 | Charly Gaul (LUX)        | AB-12                 |
| 63                                 | François Gelhausen (LUX) | HD-14                 |
| 64                                 | Willy Kemp (LUX)         | 30e                   |
| 65                                 | Nicolas Morn (LUX)       | AB-14                 |
| 66                                 | Jean Schmit (LUX)        | AB-11                 |
| 67                                 | Alfred Kain (AUT)        | AB-14                 |
| 68                                 | Kurt Schneider (AUT)     | 68e                   |
| 69                                 | Kurt Urbancic (AUT)      | AB-5                  |
| 70                                 | Bertram Seger (LIE)      | HD-2                  |
| Directeur sportif : Nicolas Frantz |                          |                       |

| Nord-Est - Centre                     | Nord-Est - Centre         | Nord-Est - Centre |
| ------------------------------------- | ------------------------- | ----------------- |
| Num                                   | Coureur                   | Pos               |
| 71                                    | Gilbert Bauvin (FRA)      | 10e               |
| 72                                    | Jean Bellay (FRA)         | 66e               |
| 73                                    | Jean-Marie Cieleska (FRA) | 46e               |
| 74                                    | Jean Dacquay (FRA)        | HD-16             |
| 75                                    | Roger Hassenforder (FRA)  | AB-7              |
| 76                                    | Jacques Marinelli (FRA)   | AB-5              |
| 77                                    | Georges Meunier (FRA)     | 39e               |
| 78                                    | Gilbert Scodeller (FRA)   | AB-3              |
| 79                                    | Jean Stablinski (FRA)     | AB-21             |
| 80                                    | Eugène Telotte (FRA)      | 57e               |
| Directeur sportif : Sauveur Ducazeaux |                           |                   |

| Ouest                              | Ouest                 | Ouest |
| ---------------------------------- | --------------------- | ----- |
| Num                                | Coureur               | Pos   |
| 81                                 | Pierre Barbotin (FRA) | AB-5  |
| 82                                 | Albert Bouvet (FRA)   | 63e   |
| 83                                 | Georges Gilles (FRA)  | 60e   |
| 84                                 | Émile Guérinel (FRA)  | 65e   |
| 85                                 | François Mahé (FRA)   | 15e   |
| 86                                 | Jean Malléjac (FRA)   | 5e    |
| 87                                 | Joseph Morvan (FRA)   | HD-4b |
| 88                                 | Jean Robic (FRA)      | AB-5  |
| 89                                 | André Ruffet (FRA)    | AB-7  |
| 90                                 | Robert Varnajo (FRA)  | 41e   |
| Directeur sportif : Léon Le Calvez |                       |       |

| Sud-Est                              | Sud-Est                | Sud-Est |
| ------------------------------------ | ---------------------- | ------- |
| Num                                  | Coureur                | Pos     |
| 91                                   | Siro Bianchi (FRA)     | AB-4b   |
| 92                                   | Jean Dotto (FRA)       | 4e      |
| 93                                   | Raymond Elena (FRA)    | AB-4b   |
| 94                                   | Ahmed Kebaïli (ALG)    | AB-11   |
| 95                                   | Apo Lazaridès (FRA)    | 13e     |
| 96                                   | Lucien Lazaridès (FRA) | 24e     |
| 97                                   | Joseph Mirando (FRA)   | 42e     |
| 98                                   | Pierre Polo (ITA)      | HD-16   |
| 99                                   | Francis Siguenza (FRA) | 61e     |
| 100                                  | Vincent Vitetta (FRA)  | 8e      |
| Directeur sportif : Marius Guiramand |                        |         |

| Île-de-France                      | Île-de-France            | Île-de-France |
| ---------------------------------- | ------------------------ | ------------- |
| Num                                | Coureur                  | Pos           |
| 101                                | Serge Blusson (FRA)      | AB-5          |
| 102                                | Stanislas Bober (FRA)    | 51e           |
| 103                                | Jean-Louis Carle (FRA)   | 48e           |
| 104                                | Dominique Forlini (FRA)  | 32e           |
| 105                                | Raymond Hoorelbeke (FRA) | 35e           |
| 106                                | Jean Le Guilly (FRA)     | 33e           |
| 107                                | Maurice Quentin (FRA)    | 28e           |
| 108                                | Attilio Redolfi (FRA)    | AB-14         |
| 109                                | Henri Surbatis (FRA)     | HD-12         |
| 110                                | Alfred Tonello (FRA)     | 58e           |
| Directeur sportif : Julien Prunier |                          |               |

| Sud-Ouest                     | Sud-Ouest             | Sud-Ouest |
| ----------------------------- | --------------------- | --------- |
| Num                           | Coureur               | Pos       |
| 111                           | Philippe Agut (FRA)   | 67e       |
| 112                           | Louis Bergaud (FRA)   | 7e        |
| 113                           | Louis Caput (FRA)     | AB-5      |
| 114                           | Giuseppe Cigana (ITA) | HD-2      |
| 115                           | Marcel Dussault (FRA) | 62e       |
| 116                           | Marcel Guitard (FRA)  | 53e       |
| 117                           | Valentin Huot (FRA)   | AB-13     |
| 118                           | René Privat (FRA)     | 52e       |
| 119                           | René Remangeon (FRA)  | HD-15     |
| 120                           | Jacques Vivier (FRA)  | 40e       |
| Directeur sportif : Paul Maye |                       |           |